# 미타르 주리치

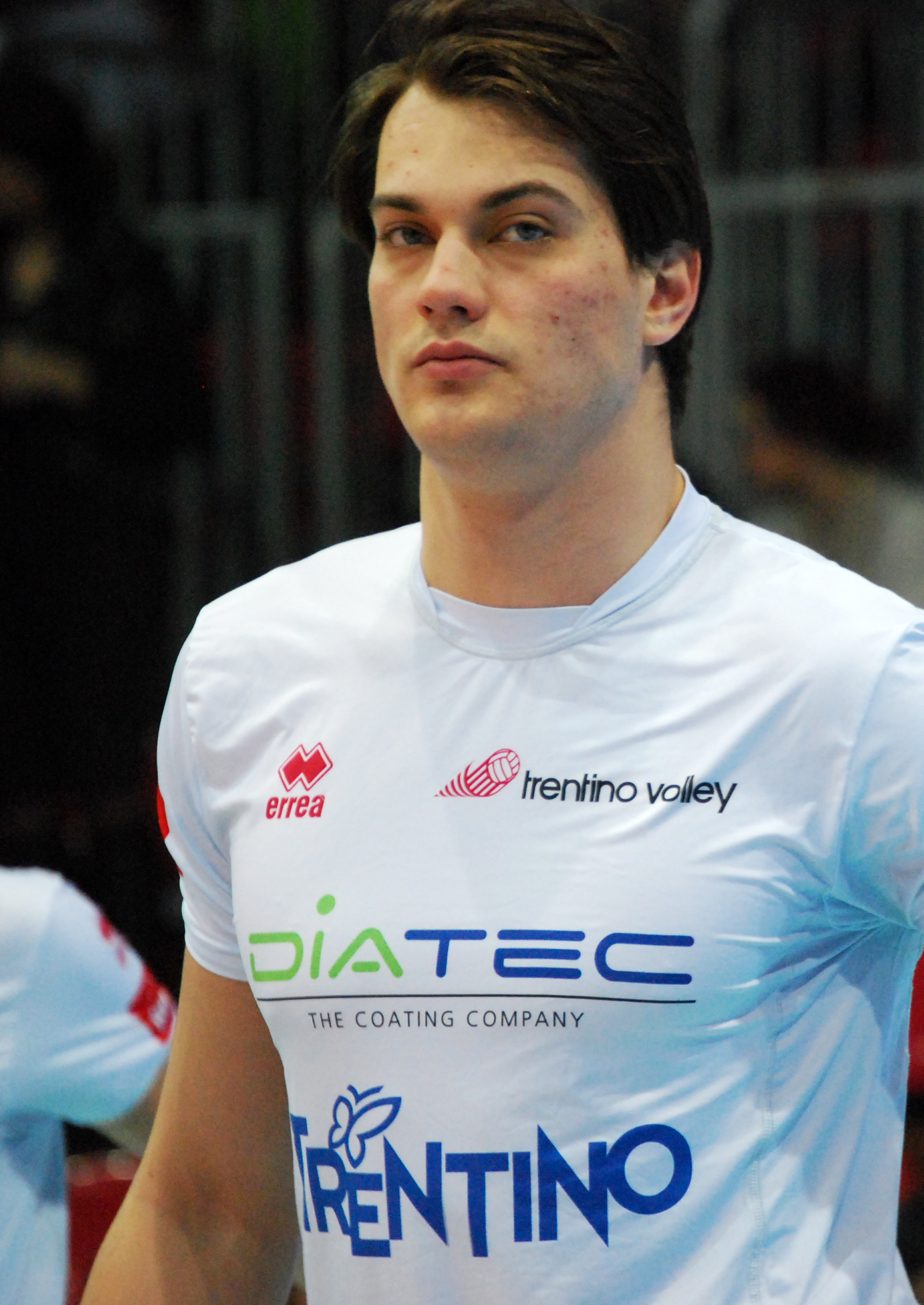
미타르 주리치

미타르 주리치(세르비아어: Митар Дурић / Mitar Đurić, 그리스어: Δημήτρης Τζούριτς 디미트리스 추리츠[*], 1989년 4월 25일 ~ )는 그리스의 보스니아 헤르체고비나 사라예보 출신 배구 선수이다.